# Cratere Kelila
Kelila  è un cratere sulla superficie di Venere.